# Kanton Rouffach
Kanton Rouffach (fr. Canton de Rouffach) byl francouzský kanton v departementu Haut-Rhin v regionu Alsasko. Tvořilo ho osm obcí. Zrušen byl po reformě kantonů 2014.

## Obce kantonu
- Gueberschwihr
- Gundolsheim
- Hattstatt
- Osenbach
- Pfaffenheim
- Rouffach
- Soultzmatt
- Westhalten